# Середземноморська лінгва-франка
Середземноморська лінгва-франка, лінгва-франка, від італ. lingua franca — «франкська мова»; Сабір , від ісп. saber — «знати») — змішана (піджинізована) мова, сформована в Середні віки в Середземномор'ї. Служила головним чином для спілкування  арабських і  турецьких купців з європейцями (яких на  Близькому Сході називали франками).
Лексика лінгва-франка була в основному італійською, особливо венеційською, в меншій мірі - іспанською та провансальською; також використовувалася велика кількість запозичень з грецької, арабської, перської та турецької мов.
Середземноморська лінгва-франка не була повноправною мовою та використовувалася для ведення торгівлі між людьми різних національностей аж до XIX століття.
Пізніше термін «лінгва-франка» стали вживати для позначення мов міжнародного спілкування.

## Див. Також
- Лінгва франка
- Піджини